# Julya Rabinowich

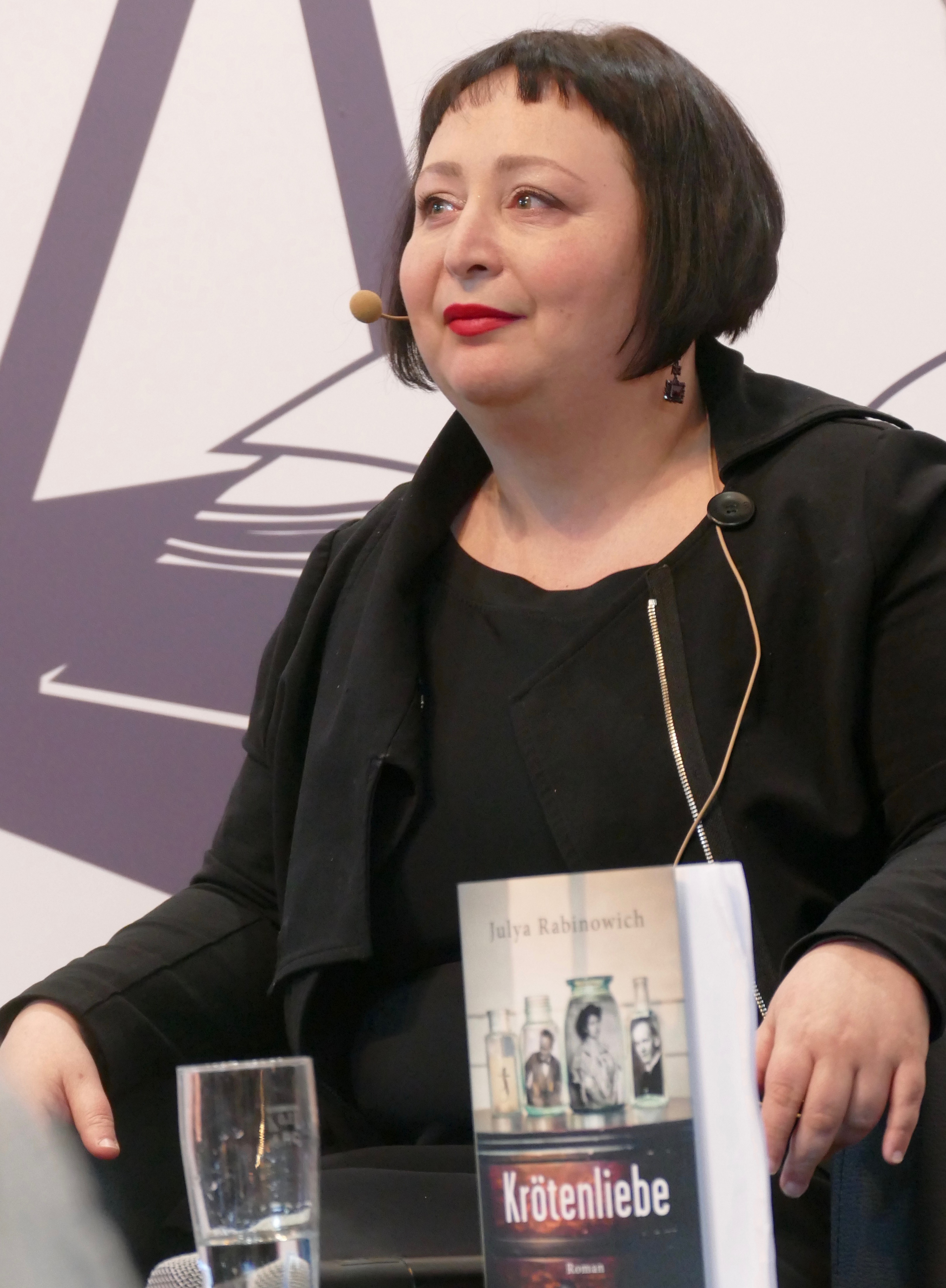
Rabinowich stellte 2016 ihren Roman Krötenliebe auf der Leipziger Buchmesse vor

Julya Rabinowich (* 1970 als Julija Borissowna Rabinowitsch, Юлия Борисовна Рабинович, Betonung: Rabinówitsch, in Leningrad, Sowjetunion) ist eine österreichische Schriftstellerin, Kolumnistin, Dramatikerin, Malerin und Dolmetscherin.

## Leben
Julya Rabinowich ist die Tochter der Künstlerin Nina Werzhbinskaja-Rabinowich und des Malers Boris Rabinovich, mitunter auch Rabinowich geschrieben, (1938–1988), dessen Werk sie 2013 im Jüdischen Museum Wien ausstellte. Sie kam im Jahr 1977 aus der Sowjetunion nach Wien. 
Sie studierte von 1993 bis 1996 an der Universität Wien Dolmetsch (Russisch/Deutsch) und begann 1998 ein Studium an der Universität für Angewandte Kunst Wien mit Schwerpunkt Malerei und Philosophie, das sie 2006 mit dem Diplom abschloss.
Rabinowich arbeitete von 2006 und bis 2012 im Rahmen von Psychotherapiebehandlungen als Dolmetscherin für Hemayat und den Diakonie-Flüchtlingsdienst mit Flüchtlingen.
Von 2012 bis 2018 schrieb sie die Kolumne geschüttelt nicht gerührt in der Tageszeitung Der Standard; seit 2015 schreibt sie, ebenfalls im Standard, die Kolumne Einserkastl. Julya Rabinowich schreibt außerdem regelmäßig für den Kurier und Die Zeit.
2011 war Rabinowich mit einem Auszug aus ihrem Roman Die Erdfresserin nominiert für den Bachmannpreis. 
Im Jahr 2013 kuratierte Rabinowich eine Kunstausstellung für das Jüdische Museum in Wien, in der die Werke ihres Vaters Boris Rabinovich vorgestellt wurden. Rabinowich lebt und arbeitet als Autorin, Dramatikerin und Malerin in Wien.
Der Film Herzjagen (2019) von Elisabeth Scharang basiert auf dem Roman Herznovelle von Julya Rabinowich, die im Film einen Cameo-Auftritt hat.
Übersetzungen ihrer Romane gibt es auch auf Englisch, Italienisch, Kroatisch, Mazedonisch und Japanisch. So erschien Rabinowichs Roman Spaltkopf 2011 in einer englischen Übersetzung bei Portobello Books und ihr Roman Dazwischen: Ich im Jahr 2022 bei Anderson Press. Dieser Roman war bereits 2021 in einer italienischen Übersetzung bei Besa muci erschienen, inzwischen liegt er auch in einer mazedonischen Übersetzung vor. Im Jahr 2024 erschien Dazwischen: Ich auch in Japan. Der Spaltkopf liegt auch auf Kroatisch vor. 
Mit Dazwischen: Wir wurde die Geschichte um Madina aus Dazwischen: Ich inzwischen fortgesetzt und erschien ebenfalls auf Italienisch; im Jahr 2023 erschien ein weiteres Buch mit Madina als Protagonistin, Der Geruch von Ruß und Rosen.
Im Juni 2022 war Rabinowich Gründungsmitglied des PEN Berlin. Im Dezember 2022 wurde sie bei der ersten Mitgliedsversammlung ins Board des Verbands gewählt. Im Oktober 2023 ist sie aus dem Board zurückgetreten.
Per 1. Januar 2024 wurde Julya Rabinowich als Beirätin im „Gegenrechtsschutz“ der Stiftung COMÚN bestellt, ist aber aus dieser wenige Monate später wieder ausgetreten.
Im Juli 2024 kam es zu einer Kontroverse nach einem Tweet von Julya Rabinowich auf X, der sich gegen Elon Musk richtete, nachdem berichtet worden war, dass Musk Trump-Supporter finanziell unterstütze. Dieser Tweet wurde vielfach in vor allem rechten Medien fälschlich in einen Zusammenhang mit dem Trump-Attentat gebracht.
Im Oktober 2024 erschien im Rahmen einer langjährigen literaturwissenschaftlichen Analyse der Wirksamkeit von Literatur in der Gesellschaft eine Habilitationsschrift von Privatdozentin Wiebke Sievers (Europa-Universität Viadrina). Am Beispiel von Vladimir Vertlib, Dimitré Dinev, Julya Rabinowich und Anna Kim wird gezeigt, wie Literatur als Medium der Ausgrenzung und zugleich des Widerstands dagegen gesellschaftliche Entwicklungen beeinflussen kann.

## Werke

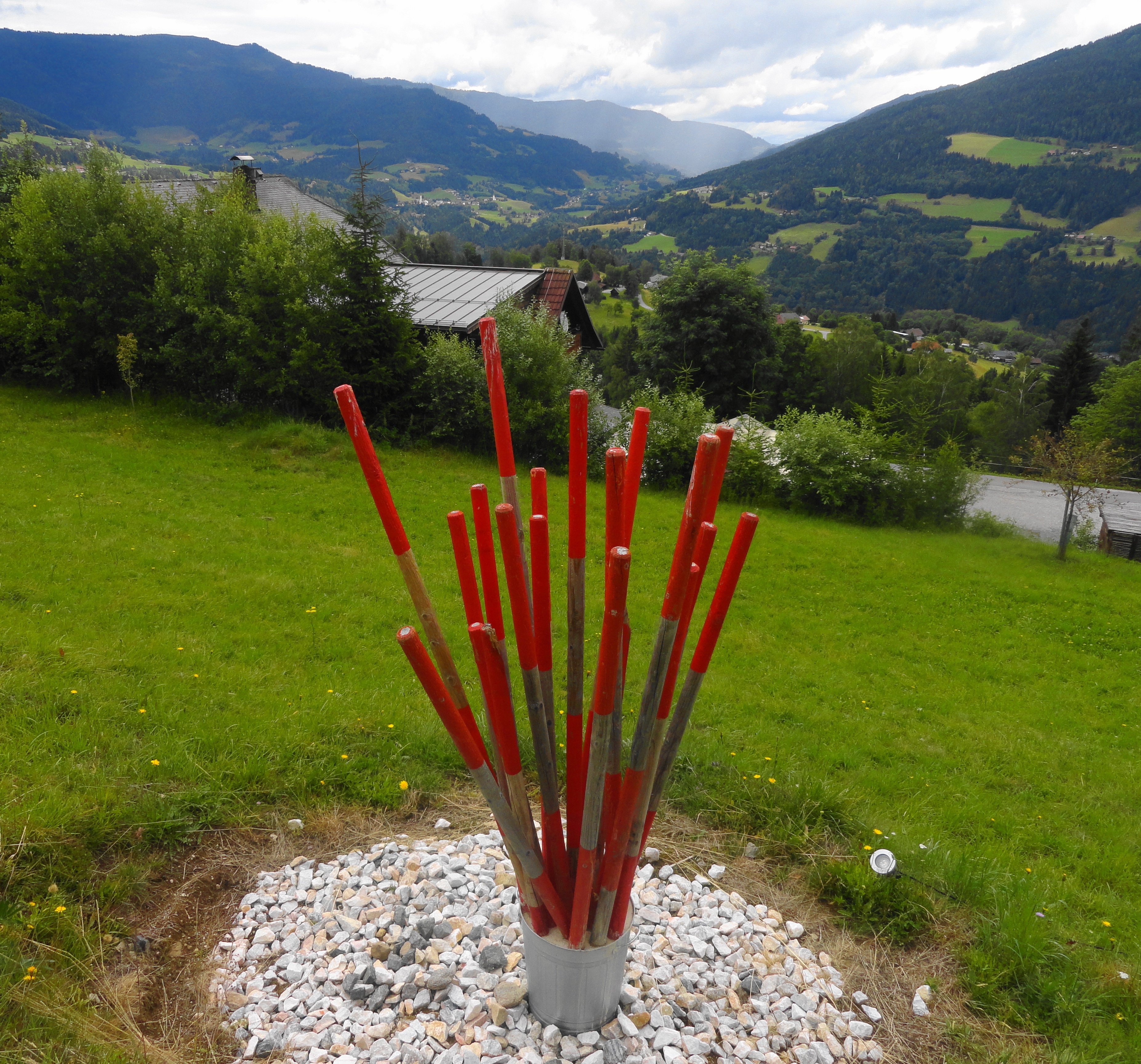
Rabinowichs Werk Töchter und Söhne im Skulpturenpark Verditz

### Theater und Uraufführungen
- 2007: nach der Grenze, WUK, Wien
- 2008: Romeo + Julia, Schauspielhaus Wien
- 2008: Orpheus im Nestroyhof, Theater Nestroyhof Hamakom, Wien
- 2009: Fluchtarien. Monolog für drei Stimmen und eine Tastatur, Volkstheater, Wien
- 2010: Stück ohne Juden, Volkstheater, Wien
- 2010: Auftauchen. Eine Bestandsaufnahme, Volkstheater, Wien
- 2014: Tagfinsternis, Landestheater Niederösterreich, Regie Martin Schleinzer
- 2018: Surfacing: An Inventory of Helplessness, Expats Theatre Washington DC

### Romane
- Spaltkopf. Deuticke Verlag, Wien 2008, ISBN 978-3-552-06146-0.
- Herznovelle. Deuticke Verlag, Wien 2011, ISBN 978-3-552-06158-3.
- Die Erdfresserin. Deuticke Verlag, Wien 2012,  ISBN 978-3-552-06195-8.
- Krötenliebe. Deuticke Verlag, Wien 2016, ISBN 978-3-552-06311-2.
- Dazwischen: Ich. Hanser Verlag, München 2016, ISBN 978-3-446-25306-3.
- Hinter Glas. Hanser Verlag, München 2019, ISBN 978-3-446-26218-8.
- Dazwischen: Wir. Hanser Verlag, München 2022, ISBN 978-3-446-27236-1.
- Der Geruch von Ruß und Rosen. Hanser Verlag, München 2023, ISBN 978-3-446-27713-7.
- Momente wie diese. 40 Geschichten aus 40 Jahren Donauinselfest. Amalthea Signum, Wien 2023, ISBN 978-3-99050-259-4.

## Auszeichnungen und Stipendien
- 2003: exil-literaturpreis
- 2004: Arbeitsstipendium der Stadt Wien
- 2006: Stipendium der Wiener Wortstätten
- 2009: Arbeitsstipendium des BKA
- 2009: MiA - award
- 2009: Rauriser Literaturpreis
- 2010: Elias-Canetti-Stipendium
- 2011: Shortlist Ingeborg-Bachmann-Preis
- 2012: Elias-Canetti-Stipendium
- 2013: Marianne-von-Willemer-Preis
- 2014: Wiener Frauenpreis
- 2016: Luchs des Monats (Dezember 2016) für Dazwischen: Ich
- 2017: Österreichischer Kinder- und Jugendbuchpreis für Dazwischen: Ich
- 2017: Oldenburger Kinder- und Jugendbuchpreis für Dazwischen: Ich
- 2018: Friedrich-Gerstäcker-Preis für Dazwischen: Ich[13]
- 2023: Nominierung Buxtehuder Bulle für "Dazwischen: Wir"